# Маржорі Естіано
Маржорі Естіано (порт. Marjorie Estiano; нар. 8 березня 1982, Куритиба) — бразильська акторка, співачка й телеведуча. Знімається у серіалах, повнометражних фільмах, грає в театрі.

## Життєпис
Першу роль виконала у молодіжній новелі «Malhação» телекомпанії Globo.
2011 року стала ведучою щотижневої програми «Майбутнє Т».
Грала роль антагоністки Наташі Феррейри у теленовелі «Malhação». Потім виконувала головну роль у теленовелі «Duas Caras» (2007) телевізійного каналу Globo, де зіграла Марію Паула. 2011 року зіграла Ману у серіалі «Життя, як воно є» (A Vida da Gente). 2012 року грала головну роль у теленовелі «Пліч-о-пліч» (Lado a Lado) де зіграла Лауру.

## Біографія
Після закінчення технічного курсу мистецтв у Державному коледжі Парані, у Куритибі, Маржорі поїхала до Сан-Паулу. Там вона навчалася на факультеті музики протягом двох років. У цей період брала участь у кількох театральних постановках і у комерційній рекламі на телебаченні.
2003 року після кастингу вона відвідувала семінар акторів телекомпанії Globo у Ріо-де-Жанейро.
Після знімання у молодіжному серіалі «Malhação», де грає Наташу, членкиню музичного гурту Vagabanda, стала популярною.
Після закінчення «Malhação» акторка стала отримувати запрошення від звукозаписних компаній.
30 квітня 2005 року вийшов її диск. Почавши кар'єру співачки, дала відкритий виступ у липні 2005. Того ж року уклала контракт з телекомпанією Globo для участі в 12-му сезоні «Malhação» як партнерка по серіалу.
2006 року після закінчення 12-ого сезону «Malhação» запрошена в новелу «Сторінки Життя» сценариста Маноеля Карлоса. Вона виконала роль Марини, яка намагається врятувати батька від алкоголізму, а також робить внесок у сюжет родини Ранжеля де Андраде.
2007-го співачка завершує роботу над другим альбомом «Квіти, Кохання та Блаблабла», який включав пісню Рити Лі у її виконанні. Того ж року вона входить до акторського колективу новели «Два Обличчя». Вона зіграла головну героїню Марію Паулі, яка після смерті батьків потрапляє у пастку злочинця.
2009 року отримує запрошення від сценаристки Глорії Перес для участі у новелі «Дороги Індії» в ролі Тоньї.
у січні 2010 року вона бере участь у виставі «Сухе Скорочення» під керівництвом Крістіани Ятаї. Одночасно бере участь в епізоді «У здоров'ї та в хворобі» серіалу «S.O.S.», виконавши роль Флавії.
2011 року акторка зіграла у серіалі «Любов у чотирьох діях», який значно вплинув на неї.
У цьому ж році виконує головну роль Мануели «Наше життя». Це була її перша шестигодинна новела.
2012 року запрошена Жоао Хіменес Брагія та Клаудія Лейджа на роль Лори в історичний серіал «Пліч-о-пліч»
.
2013 року грає у фільмі «Час і Вітер» режисера Жайме Монджардіма.

## Фільмографія
| Рік       |   | Українська назва         | Оригінальна назва        | Роль                    |
| --------- | - | ------------------------ | ------------------------ | ----------------------- |
| 2012      | с | Пліч-о-пліч              | «Lado a Lado»            | Лаура/Laura Assunção    |
| 2012      | ф |                          | «Criança Esperança 2012» | грає саму себе          |
| 2011      | с | Наше життя               | «A Vida da Gente»        | Мануела/Manuela Fonseca |
| 2011      | с | Кохання у 4-х діях       | «Amor em Quatro Atos»    | Летісія                 |
| 2011      | с |                          | «Som Brasil»             | грає саму себе          |
| 2010      | ф | Красуня на ровері        | «Malu de Bicicleta»      | Суелі                   |
| 2010      | с | S.O.S. Надзвичайний стан | «S.O.S. Emergencia»      | Флавія                  |
| 2009      | с | Дороги Індії             | «Caminho das Indias»     | Тонія                   |
| 2009      | с |                          | «Domingão do Faustão»    | грає саму себе          |
| 2008—2009 | с |                          | «Episódio Especial»      | грає саму себе          |
| 2008      | с |                          | «Programa do Jô»         | грає саму себе          |
| 2007—2008 | с | Два обличчя              | «Duas Caras»             | Марія Паула             |
| 2006—2007 | с | Сторінки життя           | «Paginas da vida»        | Марина/Marina           |
| 2006      | с |                          | «HermanSIC»              | грає саму себе          |
| 2006      | ф |                          | «Roupa Acústico 2»       | грає саму себе          |
| 2004—2005 | с |                          | «Malhacao»               | Наташа                  |

### Театр
- 1999: «Clarisse»
- 2002–2003: "«Beijos, Escolhas e Bolhas de Sabão»
- 2003: «Barbara não lhe Adora»
- 2009–2010: «Corte Seco»
- 2011: «Inverno da Luz Vermelha»
- 2012–2013: O Desaparecimento do Elefante[32][33]

## Дискографія
- 2005: Marjorie Estiano[36]
- 2007: Flores, Amores e Bla, blá, blá[37]
- 2013: Pre-production

### DVD-диск
- 2005: Marjorie Estiano e Banda ao Vivo[38]

## Особисте життя
Із 2006 року перебуває у відносинах з актором Андре Акіно.

## Примітка
1. ↑  Person Profile // Internet Movie Database — 1990.
2. ↑  ČSFD — 2001.
3. ↑  https://www.purepeople.com.br/midia/marjorie-estiano-e-pisciana-nascida-no-d_m2483104
4. ↑  https://tribunapr.uol.com.br/mais-pop/marjorie-estiano-e-indicada-ao-emmy-internacional/
5. ↑  https://gshow.globo.com/RPC/Estudio-C/noticia/em-bate-papo-com-camila-barbieri-marjorie-estiano-fala-sobre-sua-conexao-com-curitiba-e-revela-nunca-ter-tomado-o-quentao-da-osorio.ghtml
6. ↑  Архівована копія. Архів оригіналу за 3 жовтня 2013. Процитовано 23 вересня 2013.{{cite web}}:  Обслуговування CS1: Сторінки з текстом «archived copy» як значення параметру title (посилання)
7. ↑  Архівована копія. Архів оригіналу за 6 жовтня 2013. Процитовано 23 вересня 2013.{{cite web}}:  Обслуговування CS1: Сторінки з текстом «archived copy» як значення параметру title (посилання)
8. ↑  Архівована копія. Архів оригіналу за 2 жовтня 2013. Процитовано 23 вересня 2013.{{cite web}}:  Обслуговування CS1: Сторінки з текстом «archived copy» як значення параметру title (посилання)
9. ↑  Архівована копія. Архів оригіналу за 3 жовтня 2013. Процитовано 23 вересня 2013.{{cite web}}:  Обслуговування CS1: Сторінки з текстом «archived copy» як значення параметру title (посилання)
10. ↑  Архівована копія. Архів оригіналу за 3 березня 2016. Процитовано 17 вересня 2013.{{cite web}}:  Обслуговування CS1: Сторінки з текстом «archived copy» як значення параметру title (посилання)
11. ↑  Архівована копія. Архів оригіналу за 3 жовтня 2013. Процитовано 23 вересня 2013.{{cite web}}:  Обслуговування CS1: Сторінки з текстом «archived copy» як значення параметру title (посилання)
12. ↑  Архівована копія. Архів оригіналу за 3 жовтня 2013. Процитовано 23 вересня 2013.{{cite web}}:  Обслуговування CS1: Сторінки з текстом «archived copy» як значення параметру title (посилання)
13. ↑  Архівована копія. Архів оригіналу за 3 березня 2016. Процитовано 23 вересня 2013.{{cite web}}:  Обслуговування CS1: Сторінки з текстом «archived copy» як значення параметру title (посилання)
14. ↑  Архівована копія. Архів оригіналу за 16 серпня 2012. Процитовано 23 вересня 2013.{{cite web}}:  Обслуговування CS1: Сторінки з текстом «archived copy» як значення параметру title (посилання)
15. ↑  Marjorie Estiano — Biografia — VAGALUME. Архів оригіналу за 13 листопада 2013. Процитовано 17 вересня 2013.
16. ↑  Malhação 2004 — Teledramaturgia. Архів оригіналу за 13 листопада 2013. Процитовано 17 вересня 2013.
17. ↑  Luz, Câmera, Malhação!: Especial Malhação 18 anos: Relembre as vilã s mais marcantes. Архів оригіналу за 11 грудня 2013. Процитовано 17 вересня 2013.
18. ↑  Páginas da Vida > Revista: Comportamento — NOTÍCIAS — Entrevista: Marjorie Estiano. Архів оригіналу за 2 жовтня 2013. Процитовано 17 вересня 2013.
19. ↑  Memória Globo — Rede Globo. Архів оригіналу за 16 жовтня 2011. Процитовано 17 вересня 2013.
20. ↑  Marjorie Estiano debate esquizofrenia em sua terceira novela das oito em cinco anos na TV — 27/06/2009 — UOL Televisão. Архів оригіналу за 2 грудня 2013. Процитовано 17 вересня 2013.
21. ↑  Amor em quatro atos" Marjorie Estiano. Архів оригіналу за 2 жовтня 2013. Процитовано 17 вересня 2013.
22. ↑  Memória Globo — Rede Globo. Архів оригіналу за 15 липня 2012. Процитовано 17 вересня 2013.
23. ↑  'Teve gente que falou que se fosse minha irmã me estapeava', diz Marjorie Estiano — Bastidores — A Vida da Gente. Архів оригіналу за 2 жовтня 2013. Процитовано 17 вересня 2013.
24. ↑  Marjorie Estiano se inspira em feministas pioneiras do Brasil para viver Laura — Bastidores — Lado a Lado. Архів оригіналу за 26 лютого 2013. Процитовано 17 вересня 2013.
25. ↑  Claudia Lage admite: 'Nossa novela é feminista. Quem teve que se ajustar, foi o homem' — Fique por dentro — Lado a Lado. Архів оригіналу за 12 березня 2013. Процитовано 17 вересня 2013.
26. ↑  'A Laura me deu um novo olhar sobre a nossa sociedade', diz Marjorie Estiano — Por Trás das Câmeras — Lado a Lado. Архів оригіналу за 12 березня 2013. Процитовано 17 вересня 2013.
27. ↑  Lado a Lado — Linha do Tempo Laura e Isabel. Архів оригіналу за 2 жовтня 2013. Процитовано 17 вересня 2013.
28. ↑  Laura e Edgar, uma história de amor. Архів оригіналу за 2 жовтня 2013. Процитовано 17 вересня 2013.
29. ↑  laura e edgar — Fique por dentro — Lado a Lado. Архів оригіналу за 3 жовтня 2013. Процитовано 17 вересня 2013.
30. ↑  Fernanda Montenegro e Marjorie Estiano começam a filmar «O Tempo e o Vento» — Notícias — UOL Cinema. Архів оригіналу за 13 листопада 2013. Процитовано 17 вересня 2013.
31. ↑  Архівована копія. Архів оригіналу за 29 вересня 2013. Процитовано 23 вересня 2013.{{cite web}}:  Обслуговування CS1: Сторінки з текстом «archived copy» як значення параметру title (посилання)
32. ↑  Архівована копія. Архів оригіналу за 6 грудня 2013. Процитовано 23 вересня 2013.{{cite web}}:  Обслуговування CS1: Сторінки з текстом «archived copy» як значення параметру title (посилання)
33. ↑  Архівована копія. Архів оригіналу за 3 грудня 2013. Процитовано 23 вересня 2013.{{cite web}}:  Обслуговування CS1: Сторінки з текстом «archived copy» як значення параметру title (посилання)
34. ↑  Архівована копія. Архів оригіналу за 17 жовтня 2014. Процитовано 23 вересня 2013.{{cite web}}:  Обслуговування CS1: Сторінки з текстом «archived copy» як значення параметру title (посилання)
35. ↑  Архівована копія. Архів оригіналу за 13 листопада 2013. Процитовано 23 вересня 2013.{{cite web}}:  Обслуговування CS1: Сторінки з текстом «archived copy» як значення параметру title (посилання)
36. ↑  Архівована копія. Архів оригіналу за 15 березня 2014. Процитовано 23 вересня 2013.{{cite web}}:  Обслуговування CS1: Сторінки з текстом «archived copy» як значення параметру title (посилання)
37. ↑  Архівована копія. Архів оригіналу за 28 серпня 2013. Процитовано 23 вересня 2013.{{cite web}}:  Обслуговування CS1: Сторінки з текстом «archived copy» як значення параметру title (посилання)
38. ↑  Архівована копія. Архів оригіналу за 12 вересня 2019. Процитовано 23 вересня 2013.{{cite web}}:  Обслуговування CS1: Сторінки з текстом «archived copy» як значення параметру title (посилання)